# إميل بوك

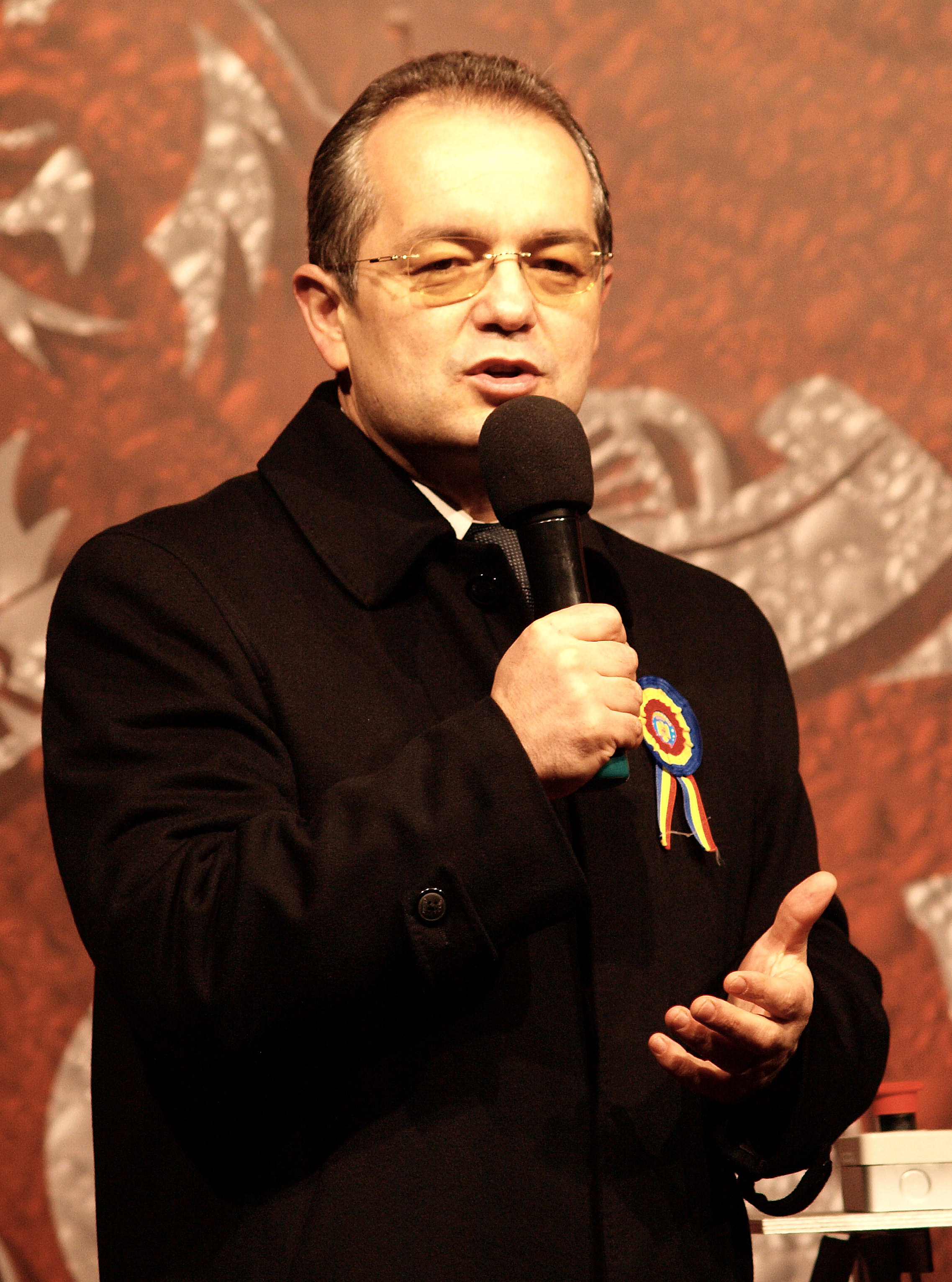
إميل بوك

 إميل بوك رئيس الوزراء السابق في رومانيا, ولد في مدينة كلوج نابوكا عام 1966, عين رئيسا للوزراء من قبل رئيس الجمهورية ترايان باسيسكو في نهاية 2008 عن حزب الليبرالي الديمقراطي الروماني.

## وصلات خارجية
- إميل بوك على موقع الموسوعة البريطانية (الإنجليزية)
- إميل بوك على موقع مونزينجر (الألمانية)